# Lorraine Methot
Lorraine Methot es una deportista canadiense que compitió en judo. Ganó una medalla de plata en los Juegos Panamericanos de 1983 y dos medallas de oro en el Campeonato Panamericano de Judo de 1980.

## Palmarés internacional
| Juegos Panamericanos    | Juegos Panamericanos          | Juegos Panamericanos | Juegos Panamericanos |
| Año                     | Lugar                         | Medalla              | Categoría            |
| ----------------------- | ----------------------------- | -------------------- | -------------------- |
| 1983                    | Caracas (Venezuela)           | Medalla de plata     | –66 kg               |
| Campeonato Panamericano |                               |                      |                      |
| Año                     | Lugar                         | Medalla              | Categoría            |
| 1980                    | Isla de Margarita (Venezuela) | Medalla de oro       | –65 kg               |
| 1980                    | Isla de Margarita (Venezuela) | Medalla de oro       | Abierta              |